# Моисеево (Ленинградская область)
Моисеево — деревня в Бережковском сельском поселении Волховского района Ленинградской области.

## История
Деревня Мосеева упоминается на карте Санкт-Петербургской губернии А. М. Вильбрехта 1792 года.
На карте Санкт-Петербургской губернии Ф. Ф. Шуберта 1834 года обозначена деревня Мосеева, состоящая из 26 крестьянских дворов.

МОИСЕЕВО — деревня принадлежит Казённому ведомству, число жителей по ревизии: 74 м. п., 76 ж. п. (1838 год)

Как деревня Мосеева из 26 дворов она отмечена на карте Ф. Ф. Шуберта 1844 года.

МОИСЕЕВО — деревня Ведомства государственного имущества, по просёлочной дороге, число дворов — 38, число душ — 88 м. п. (1856 год)

МОИСЕЕВО (МОСЕЕВО) — деревня казённая при колодце, число дворов — 37, число жителей: 90 м. п., 107 ж. п.; Часовня православная. (1862 год)

Сборник Центрального статистического комитета описывал её так:

МОИСЕЕВА — деревня бывшая государственная, дворов — 30, жителей — 170; лавка. (1885 год)

В конце XIX века деревня административно относилась к Городищенской волости 2-го стана Новоладожского уезда Санкт-Петербургской губернии, в начале XX века — 1-го стана.
По данным «Памятной книжки Санкт-Петербургской губернии» за 1905 год деревня Моисеево входила в Заречское сельское общество.
Согласно военно-топографической карте Петроградской и Новгородской губерний издания 1915 года деревня называлась Мосеева, к востоку от деревни начиналось болото Горбуха.
В 1917 году деревня входила в состав Городищенской волости.
С 1917 по 1923 год деревня Моисеево входила в состав Захожской волости Новоладожского уезда.
Согласно карте Петербургской губернии издания 1922 года деревня называлась Мосеево.
С 1923 года в составе Никифоровского сельсовета Волховского уезда.
С 1924 года в составе Зареченского сельсовета.
Согласно данным переписи населения СССР 1926 года в деревне Моисеево проживали 199 человек — все русские.
С 1927 года в составе Волховского района.
В 1928 году население деревни Моисеево также составляло 199 человек.
По данным 1933 года деревня Моисеево входила в состав Зареченского сельсовета Волховского района.

План деревни Моисеево. 1941 год

Согласно топографической карте РККА 1941 года деревня насчитывала 40 дворов.
В 1958 году население деревни Моисеево составляло 60 человек.
С 1960 года в составе Прусыногорского сельсовета.
По данным 1966, 1973 и 1990 годов деревня Моисеево также входила в состав Прусыногорского сельсовета сельсовета.
В 1997 году в деревне Моисеево Бережковской волости проживал 1 человек, в 2002 году — 2 человека (все русские).
В 2007 году в деревне Моисеево Бережковского СП — 1 человек.

## География
Деревня расположена в южной части района на автодороге 41К-373 (Бережки — Заднево).
Расстояние до административного центра поселения — 10 км.
Расстояние до ближайшей железнодорожной станции Гостинополье — 22 км.
Через деревню протекает Никитин ручей. К югу от деревни протекает река Сестра.

## Демография
| 1838 | 1862 | 1885 | 1997 | 2002 | 2007 | 2010 |
| ---- | ---- | ---- | ---- | ---- | ---- | ---- |
| 150  | ↗197 | ↘170 | ↘1   | ↗2   | ↘1   | ↗5   |
| 2017 |      |      |      |      |      |      |
| ↗9   |      |      |      |      |      |      |

### Национальный состав
Согласно данным Всероссийской переписи населения 2021 года в деревне проживал 1 человек, русский.